# Carsten Lehmann
Carsten Lehmann (* 5. Dezember 1961 in Braunschweig) ist ein deutscher Politiker und war von 2003 bis 2005 Mitglied des Niedersächsischen Landtags. Er ist geschieden und hat drei Kinder.

## Ausbildung und Beruf
Nach dem Abitur 1981 machte Lehmann eine Ausbildung im gehobenen Verwaltungsdienst. Anschließend studierte er Jura an der Universität Göttingen. Nach dem Zweiten Staatsexamen 1993 war er als Jurist beim Oberbergamt Clausthal-Zellerfeld und später beim Bundesamt für Strahlenschutz tätig. Seit 1996 ist er selbständiger Rechtsanwalt und seit 2002 Fachanwalt für Steuerrecht.

## Politik
1988 trat Lehmann in die FDP ein. Von 2001 bis 2006 war er Ratsherr und seit 2001 Erster Stadtrat der Stadt Braunschweig. Von März 2003 bis November 2005 war er zudem Mitglied des Niedersächsischen Landtags. Für ihn rückte Gabriela König in den Landtag nach.